# 泗庄暴乱
泗庄暴乱是1958年11月在中国湖北省竹溪县桃源区泗庄乡发生的叛乱，叛乱由神兵团发动，同月被平定。

## 始末
竹溪县泗庄乡地处四川（今重庆）、陕西、湖北三省边，位于该县南部山区，一向有会道门活动。1953年，竹溪县政府取缔了大刀会、西华堂、圣谕坛等会道门。当时竹溪县干部工作简单粗暴，引发群众不满。如人民公社化运动中，让群众集中生活、家具归公等，物资准备不足，群众缺食少住；干部让社员日夜工作，把吃饭作为制约社员的手段；大跃进中有干部绑、吊、打群众，1958年共52人次。
1958年11月2日晚，竹溪县郑兴富等67人，持武器闯入泗庄乡政府，杀死乡党支部书记刘富国等5人（4名干部和1名孕妇），割掉死者的眼睛、鼻子、耳朵等器官，并劫掠乡供销社商店，抢走一支枪、十余公斤炸药等物资。当晚中共竹溪县委向襄阳地委和湖北省委报告暴乱情况，派竹溪县兵役局局长赵景瑞带29名民兵、4名民警等人首先赶到桃源区封锁路口，抓获4名道徒。湖北省公安厅、襄阳军分区、襄阳专署公安处迅速派出干部，调集约1200民兵参与平乱。11月26日，叛乱被全部平息，共捕获311人，击毙3人，1人自杀，追回全部物资，收缴了步枪1支、子弹4发、长矛、大刀、标枪等武器204件。叛乱平息后，17个组织者和59个首要分子被惩处，4人被判处死刑。
经审查，叛乱源自会道门组织神兵团，四川、陕西、湖北三省神兵司令团的总指挥是四川省巫溪县（今属重庆市）的郑风其，原为地主，当过保长。郑兴富则是神兵团的团长。神兵团拥有一套纲领，秘密发展组织，散布迷信和政治谣言，企图于三省共同行动，推翻现政权，建立“原主国”，推“大原主”郑风其登位。神兵团串联有三省六县数千人，其中竹溪县有700多人参加。泗庄先行行动后，其他两省行动均被提前控制。

## 评论
参与平叛的竹溪县干部胡存琼回忆，匪徒砸乡政府后，全部上古峰岭，打算逃往四川。古峰岭方圆百里，搜捕困难，但匪徒还是被歼灭了。“泗庄平叛的胜利前后仅用了23天，它彻底肃清了解放后我县南山地区的残余匪徒，有力地打击了反革命势力，巩固了新生的革命政权，南山地区从此走上了社会主义的康庄大道。”
竹溪县档案局的袁智平认为，这次暴乱，政治影响恶劣，经济损失严重，“由于不少青壮劳力被骗参与了暴乱，因触犯刑法而被判刑，故相当时间内，该乡农业生产上不去。致使该乡四个村的大部分群众‘吃粮靠供应、穿衣靠救济’的局面持续了将近十五年的时间。”他认为，当时的干部工作存在严重缺点和错误，基层组织脱离群众，被暴乱组织者利用。
湖北民族学院的李盛藻评论：“神兵”是典型的邪教组织，邪教是泗庄暴乱的祸首，今天仍有一些非法组织从事各种活动，需要警惕。
S·A·史密斯评论，对中共政权的暴力反抗大部分是小规模的，而泗庄、甘肃永靖等地的叛乱则“绝非小事”。